# 边景昭
邊景昭（1350年代—？），字文進，江浙延平路沙县（今福建三明）人，明朝永樂、宣德年間的畫家。

## 生平
祖籍陇西（今屬甘肅），生卒年不詳。性闲放，喜交游，酷嗜觀察花木禽鸟，常学边鸾写生法，擅長翎毛畫，其翎毛畫以工筆重彩法見長。洪武十八年（1385年）游荆州（今属湖北江陵县），曾投奔湘王朱柏。永乐年間應徵入宮，并待诏内廷。他的翎毛畫与蒋子成的人物畫、赵廉的虎畫，被称为“禁中三绝”。洪熙元年（1425年）任锦衣指挥之职。宣德元年（1426年）在武英殿待诏任上因受贿荐举罪被革职为民，當時已七十餘歲。晚年仍以作畫為生。有子邊楚芳、邊楚善、邊楚祥。

## 作品
邊文進存世作品大部份藏於台北國立故宮博物院。如《三友百禽圖》軸、《百喜圖》軸、《分哺圖》軸、《栗喜圖》軸、《花鳥》軸、《春花三喜》軸、《百爵圖》卷、《群仙祝壽》軸、《歲朝圖》軸。

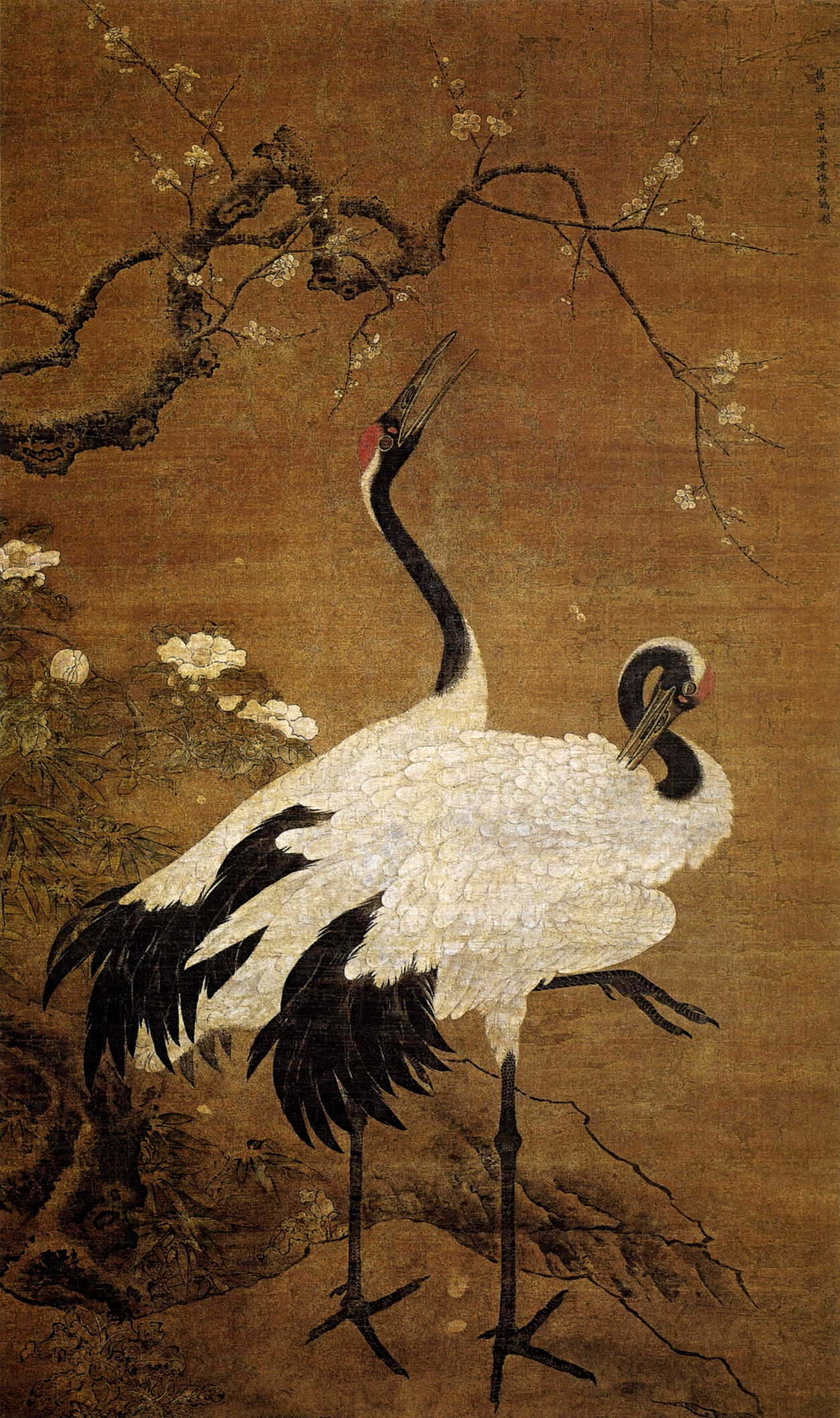
雪梅雙鶴圖
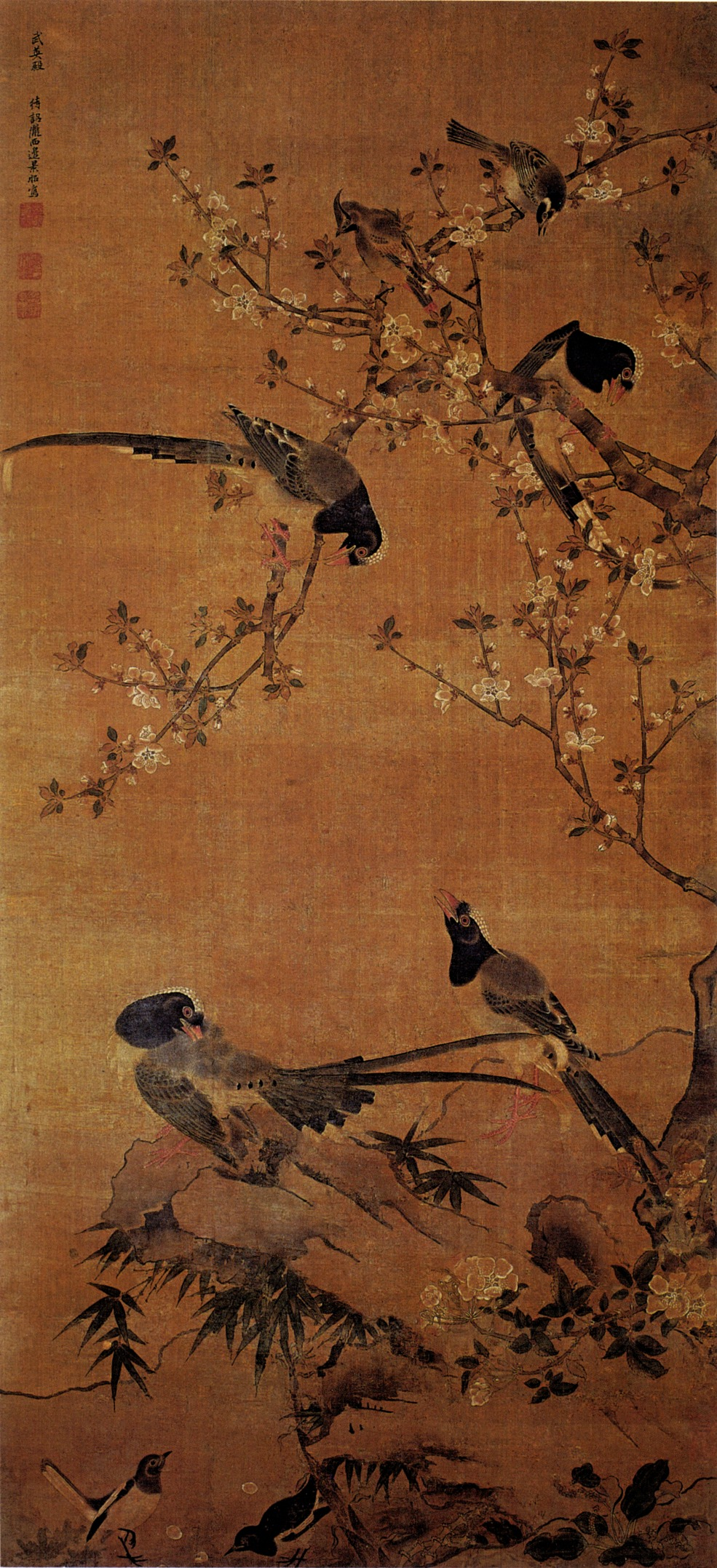
花鳥
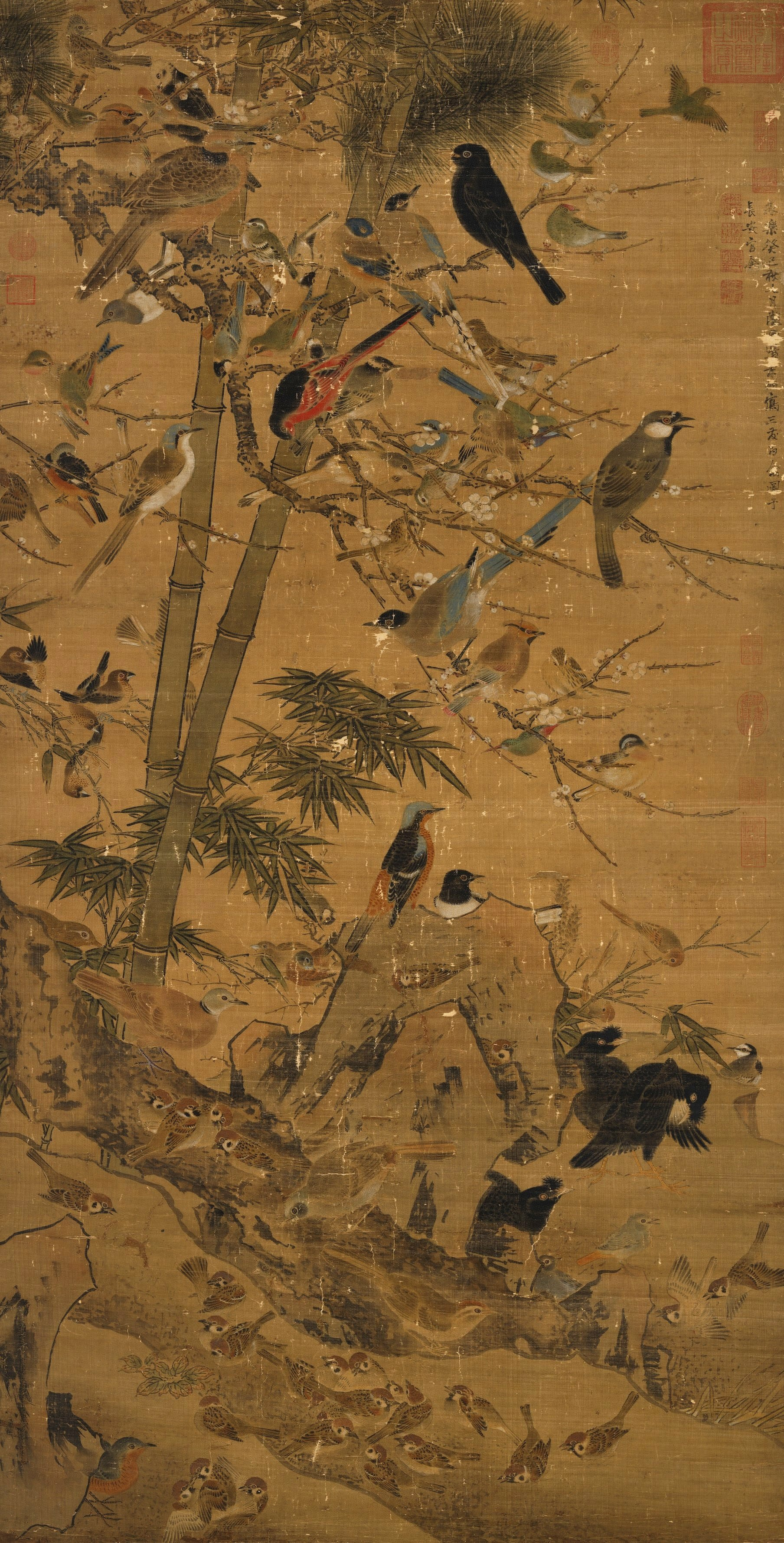
三友百禽圖
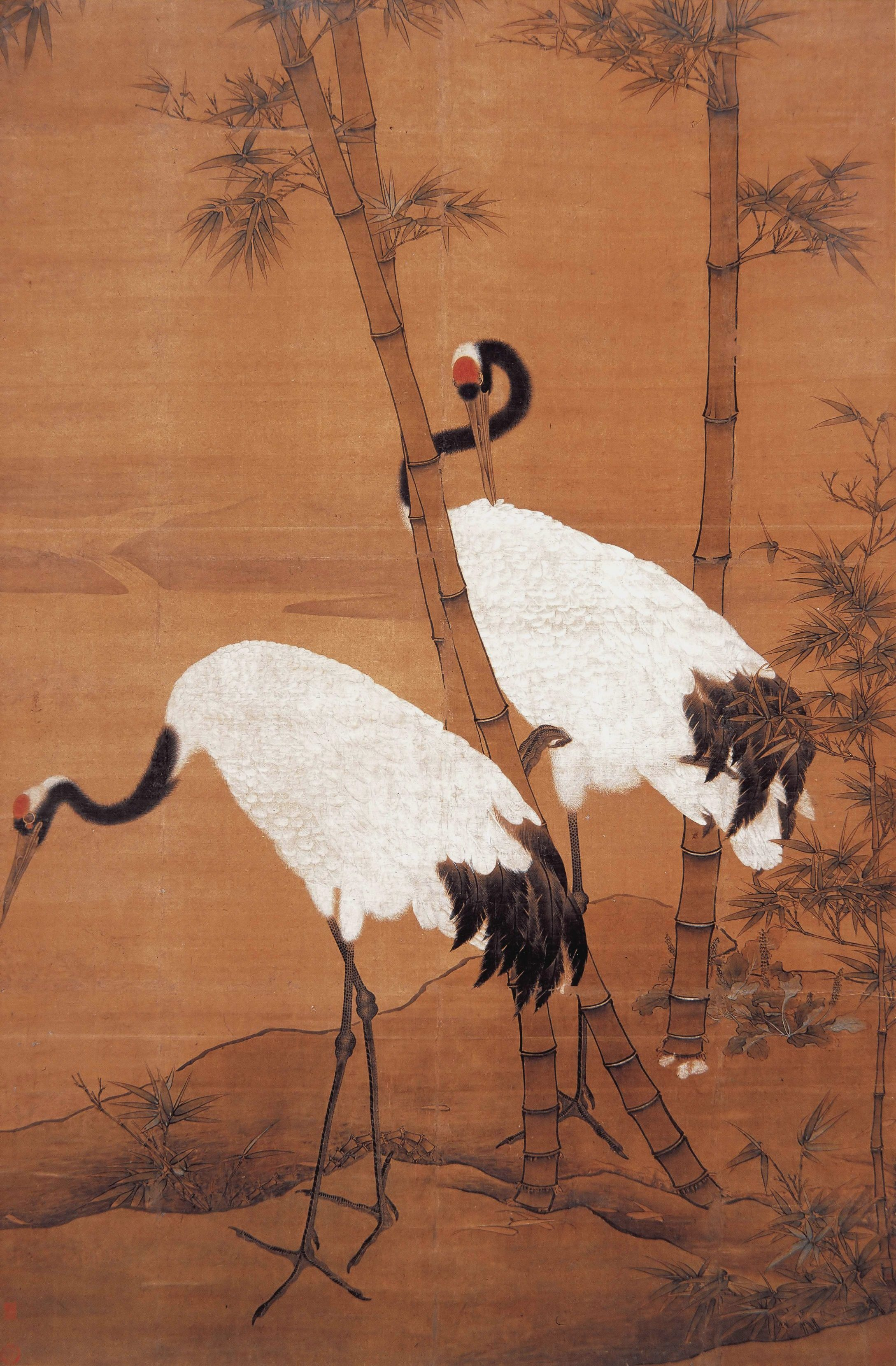
竹鶴圖
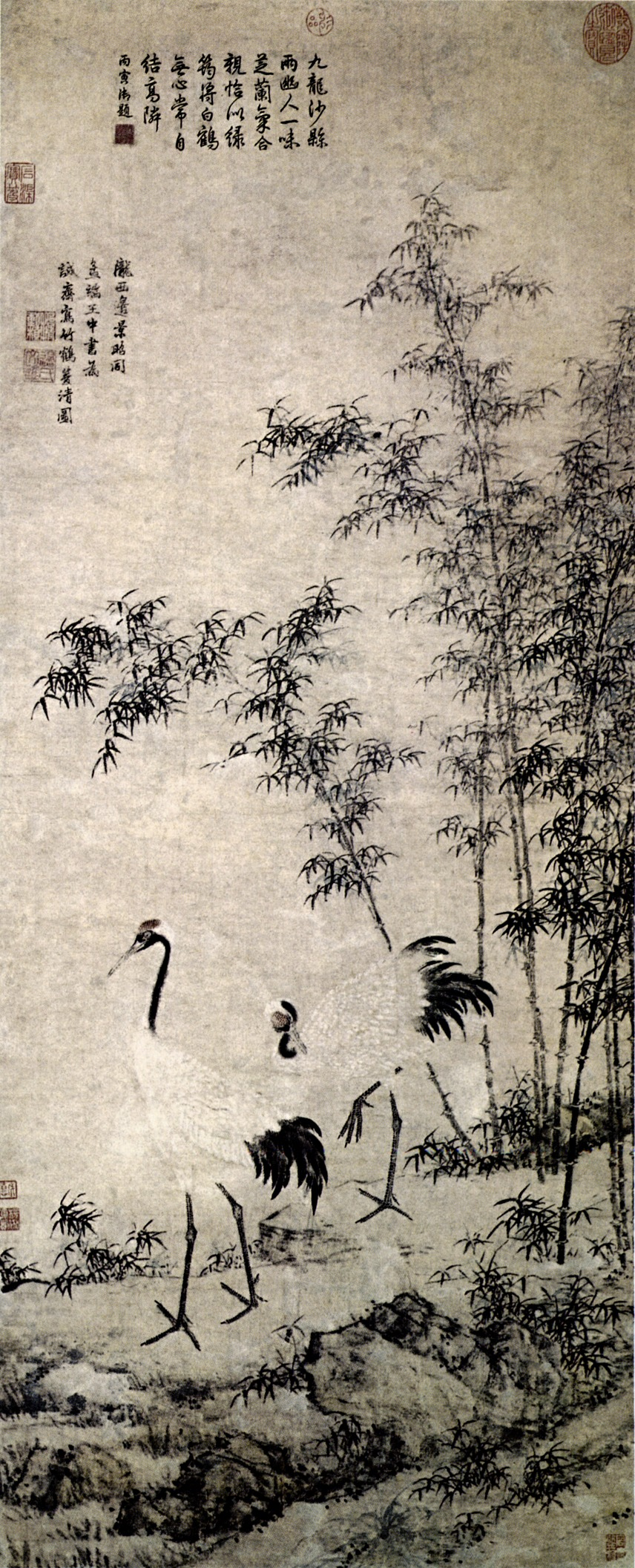
竹鶴雙清圖

另有《竹鶴圖》軸、《竹鶴雙清圖》軸(與王紱合繪)，藏於北京故宮博物院。 《雪梅雙鶴圖》，藏於广东省博物馆。